# Pithecellobium gracile
Pithecellobium gracile é uma espécie vegetal da família Fabaceae.
Apenas pode ser encontrada na Índia.